# Orașul neînfrânt
Orașul neînfrânt (în poloneză Miasto nieujarzmione), intitulat alternativ Robinson warszawski („Robinsonul din Varșovia”), este un film dramatic polonez din 1950 regizat de Jerzy Zarzycki⁠(d). A fost vizionat în cadrul Festivalului Internațional de Film de la Cannes din 1951.

## Rezumat
Un bărbat singuratic pe nume Piotr Rafalski („Robinsonul din Varșovia”) rămâne izolat în ruinele Varșoviei după înăbușirea Revoltei și evacuarea forțată a populației și încearcă să supraviețuiască evenimentelor dramatice din cursul anului 1944. El salvează de la moarte o femeie pe nume Krystyna. Armata Germană de ocupație aruncă în aer clădirile orașului, transformând capitala Poloniei într-un morman uriaș de ruine.
În orașul ruinat se mai ascund trei luptători polonezi în Armia Ludowa (Andrzej, Jan și Julek), care încearcă să ajungă pe malul drept al Vistulei pentru a se alătura Armatei Sovietice și a continua lupta de eliberare a patriei, și un radiotelegrafist sovietic („Fiałka”), care a fost parașutat aici pentru a transmite prin radio mesaje despre mișcările trupelor germane. În perioada următoare, unul dintre insurgenți, Andrzej, se îndrăgostește de Krystyna. Evenimentele istorice se precipită odată cu apropierea Armatei Sovietice. Descoperit și înconjurat de germani, radiotelegrafistul „Fiałka” dirijează focul artileriei sovietice asupra sa și moare. Armata Sovietică trece Vistula și eliberează Varșovia, iar apoi trupele aliate sovieto-poloneze alungă armatele germane de pe teritoriul Poloniei și se îndreaptă spre Berlin.

## Distribuție
- Jan Kurnakowicz⁠(d) — Piotr Rafalski
- Zofia Mrozowska⁠(d) — Krystyna
- Igor Śmiałowski — Andrzej, luptător în Armia Ludowa
- Jerzy Rakowiecki⁠(d) — Jan, luptător în Armia Ludowa
- Kazimierz Sapiński — Julek, luptător în Armia Ludowa
- Wieniamin Trusieniew — „Fiałka” („Fiołek”), radiotelegrafist sovietic
- Seweryn Butrym⁠(d) — general polonez
- Adam Daniewicz⁠(d)
- Lucjan Dytrych⁠(d) — Obergruppenführer-ul SS Fischer
- Jerzy Kaliszewski⁠(d) — ofițer german care participă la adoptarea deciziei cu privire la distrugerea Varșoviei
- Władysław Krasnowiecki⁠(d) — general polonez
- Alfred Łodziński⁠(d) — jefuitor german
- Michał Melina⁠(d) — generalul german
- Wojciech Pilarski⁠(d) — ofițer al Armatei Poloneze
- Tadeusz Samogi — sergentul Klimczak „Florian”
- Jerzy Wasowski⁠(d) — ofițerul german care cântă la pian Sonata Lunii a lui Beethoven
- Marian Wojtczak⁠(d)
- Janusz Ziejewski⁠(d) — jefuitor german
- Henryk Borowski⁠(d)
- Andrzej Łapicki — ofițer SS
- Jerzy Pietraszkiewicz⁠(d) — ofițer sovietic
- Jan Świderski — maiorul sovietic
- Kazimierz Wilamowski⁠(d) — ofițer german
- Mieczysław Wojnicki⁠(d) — soldat german
- Stanisław Jasiukiewicz⁠(d) — soldat sovietic
- Stanisław Bieliński⁠(d) — soldat-șofer polonez
- Władysław Dewoyno⁠(d) — soldatul german care l-a eliberat pe Rafalski
- Bohdan Ejmont⁠(d) — ofițer sovietic (nemenționat)
- Maria Kaniewska⁠(d) — femeie la fereastră (nemenționată)
- Stanisław Różewicz⁠(d) — un soldat german care participă la aruncarea în aer a Varșoviei (nemenționat); informația provine dintr-un interviu cu Różewicz publicat în numărul 33/2001 al revistei Gazeta Wyborcza

## Producție

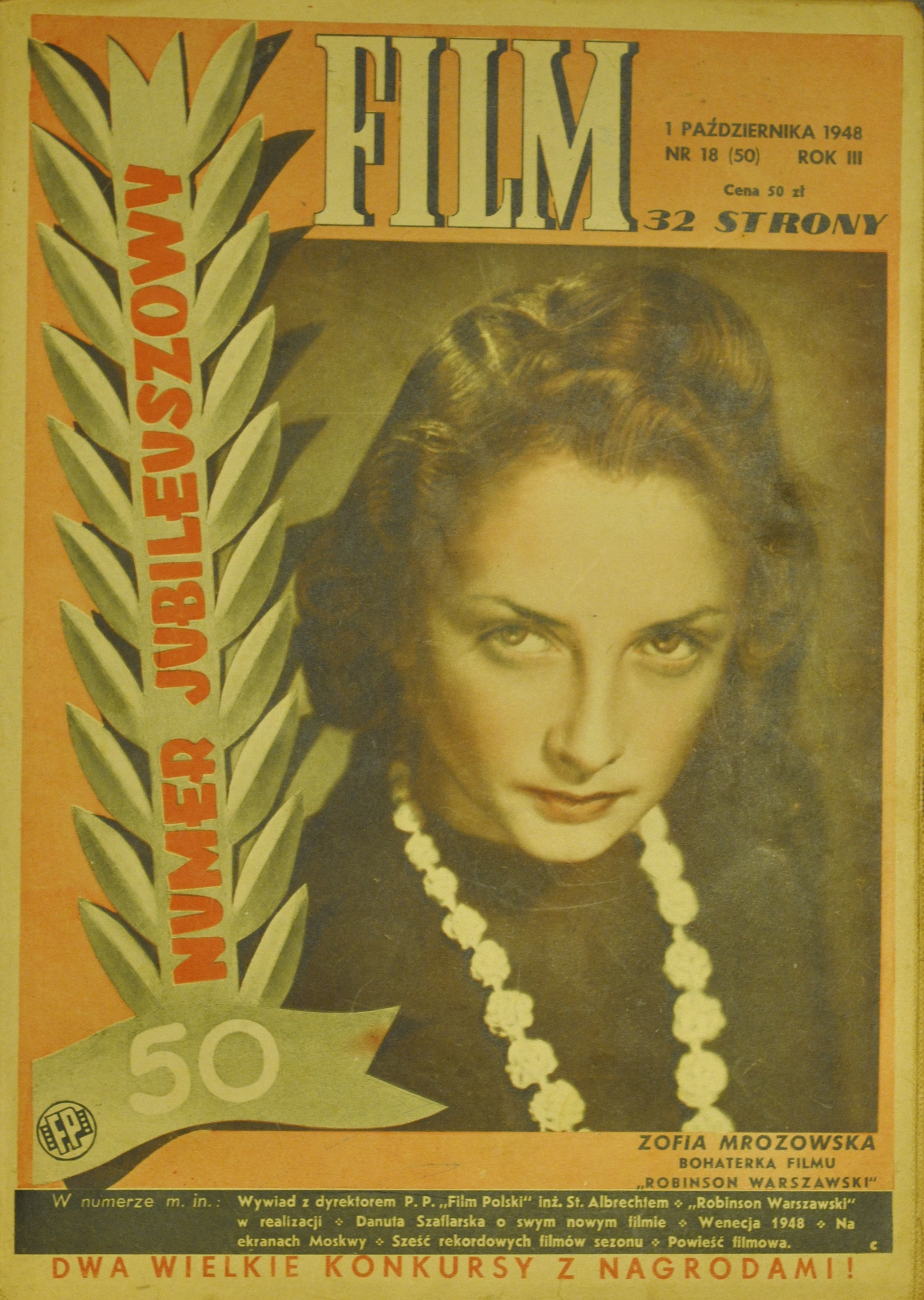
Actrița pe coperta revistei poloneze Film nr. 50 din octombrie 1948.

Scenariul filmului a fost inspirat din memoriile de război ale pianistului evreu Władysław Szpilman. Acest film este un document extraordinar al artei cinematografice poloneze: a fost filmat în Varșovia distrusă de război și este o mărturie cinematografică a modului în care arăta orașul ruinat la câțiva ani după război. Mai multe străzi și clădiri caracteristice Varșoviei pot fi văzute în film într-o stare de ruină totală. Filmul este, de asemenea, unic prin reconstituirea cu fidelitate a unor scene cu caracter istoric, precum activitățile grupurilor tehnice germane desemnate să jefuiască, să incendieze și să distrugă capitala poloneză.
Filmul a fost realizat sub cenzura strictă a autorităților comuniste, care au introdus numeroase modificări în scenariu, distorsionând intenția inițială a scenariștilor, care a fost realizată abia în 2002 de regizorul Roman Polanski în filmul Pianistul.
Scena din film în care Stanisław Różewicz⁠(d) (regizorul asistent), îmbrăcat în uniforma Wehrmachtului, comandă bateria de mortiere Nebelwerfer⁠(d) a apărut în mai multe film documentare care prezintă Revolta de la Varșovia. Cu toate acestea, ea a fost filmată în anul 1948, în cursul aruncării în aer a caselor ruinate din centrul orașului Wrocław.

## Premii
- premiul Festivalului Internațional de Film de la Karlovy Vary din 1951
- prezentare în cadrul selecției oficiale a Festivalului Internațional de Film de la Cannes din 1951[3]